# Mut'ib bin 'Abd Allah Al Sa'ud
Mutʿib bin Abd Allāh Āl Saʿūd (in arabo متعب بن عبد الله بن عبد العزيز آل سعود‎?; Riad, 26 marzo 1952) è un generale saudita, membro della famiglia reale Āl Saʿūd.

## Primi anni di vita e formazione
Il principe Mut'ib è nato a Riad il 26 marzo 1952 a Riad. Tuttavia, vi è un altro rapporto, che indica il 1953 come anno della sua nascita. È il terzo dei 34 figli di re Abd Allah. Sua madre è Munira Al Otaishan.
Mut'ib e suo fratello maggiore Khalid hanno frequentato la scuola Taif-Barmana in Libano e la scuola secondaria a Gedda. In seguito, nel 1974, si è laureato come tenente presso la Royal Military Academy di Sandhurst. Ha conseguito un master al Collegio Militare Re khalid.

## Carriera
Il principe inizialmente ha servito come capo della commissione responsabile per la revisione dei curricula del collegio militare, ufficio costituito nel 1982. Un anno più tardi, nel 1983, re Fahd lo ha promosso al grado di colonnello e nominato comandante della King Khalid Military City.
Nel 1990, ha iniziato a servire come vice capo delle forze armate sotto la presidenza della Guardia nazionale in aggiunta al suo posto di comandante del Collegio militare Re Khalid e del collegio militare della Guardia Nazionale. Nel 1995, è stato promosso al grado di capitano della squadrone. Il 21 dicembre 2000, è stato nominato vice capo assistente della Guardia Nazionale competente per gli affari militari ed è stato anche promosso al grado di generale. Nel giugno 2009, re Abd Allah lo ha nominato vice comandante della Guardia nazionale con delega per gli affari esecutivi e rango di ministro.
Il 17 novembre 2010 Mut'ib è diventato comandante della Guardia nazionale, in sostituzione del sovrano. Ha condotto una importante riorganizzazione della forza armata, da 3 miliardi di dollari, per poter sviluppare la potenza di fuoco e l'artiglieria. Il quotidiano saudita Okaz, nel maggio 2012, ha riportato che il principe Mut'ib aveva in progetto per il futuro di istituire un corpo femminile all'interno della Guardia Nazionale.
La sua nomina è comunemente considerata un modo che rifletteva l'enfasi di re Abd Allah di iniziare a dare potere alla terza generazione in modo tale da ridurre il rischio di una lotta di potere all'interno della famiglia. La sua nomina è stata anche considerata come una preparazione per l'assunzione di responsabilità di livello superiore in futuro. Il 27 maggio 2013, è stato nominato ministro della guardia nazionale.
Il 4 novembre 2017 re Salman ha costituito una commissione anti-corruzione guidata dal principe ereditario Mohammad bin Salman. Poche ore dopo la commissione ha ordinato l'arresto di undici principi e trentotto ex ministri. Il principe Mut'ib bin 'Abd Allah è stato arrestato con l'accusa di appropriazione indebita, operazioni fraudolente e di aver favorito l'assegnazione di contratti a società a lui affiliate negli acquisti di armi per la Guardia nazionale. Uno degli accordi oggetto dell'indagine era la fornitura di walkie-talkie ed equipaggiamenti militari antiproiettile da 10 miliardi di dollari. Lo stesso giorno re Salman lo ha sollevato dall'incarico e ha chiamato a succedergli il principe Khalid bin Ayyaf Al Sa'ud. Il principe è stato rilasciato il 28 novembre successivo dopo aver accettato di pagare alle autorità un miliardo di dollari.

## Altre posizioni
Il principe è stato nominato membro del gabinetto con rango di ministro di Stato nel novembre 2010. Mut'ib fa parte del Consiglio del servizio militare. Egli è vice presidente del Comitato supremo del festival nazionale per i beni e le attività culturali, capo del comitato tecnico del Club equestre e membro del consiglio di amministrazione della Biblioteca pubblica Re Abd al-Aziz.

## Attività commerciali
All'inizio degli anni 2000, il principe è stato rappresentante locale della Ford in Arabia Saudita.

## Influenza
Nel 1997, Paul Michael Wihbey ha correttamente previsto che l'allora principe ereditario Abd Allah avrebbe nominato suo figlio, comandante della Guardia Nazionale e che la avrebbe modernizzata in materia di contro-insurrezione, raccolta di informazioni e operazioni tattiche sul campo. Ha anche considerato Mut'ib come comandante esperto e altamente competente con forti legami professionali con le forze armate statunitensi. È stato inoltre sottolineato che il principe ha sviluppato strette relazioni con potenti leader politici e militari regionali, tra cui re Husayn di Giordania e il primo ministro turco Turgut Özal.
L'influenza del principe sembrava iniziare già quando era ufficiale militare e principale consigliere di suo padre, Abd Allah. Durante il periodo di lavoro nella Guardia Nazionale, sotto il comando del genitore, il principe rispondeva delle sue azioni solo a lui. Egli è considerato anche un membro competente della Casa di Sa'ud e gode di un ampio seguito nelle grandi tribù dell'Arabia centrale.
Mut'ib è segnalato per avere alcune caratteristiche che lo rendono uno dei più importanti principi della terza generazione: il suo basso profilo politico, il fatto di avere un approccio conservatore e l'impegno nel seguire l'idea del padre di mantenere forti legami tribali. Tuttavia, egli è considerato ambizioso ma rispettabile. Dopo la morte del principe ereditario Nayef, il 16 giugno 2012, è stato considerato come uno dei possibili candidati al ruolo.

## Opinioni
Nel marzo 2012, alcuni studenti universitari hanno organizzato manifestazioni presso l'Università Re Khalid in cui lamentavano condizioni negative. Il principe ha considerato queste manifestazioni come una minaccia contro la sicurezza del Regno. Egli ha detto che ridurre i problemi e soddisfare le richieste degli studenti non era più urgente della sicurezza e della stabilità del paese. Egli ha inoltre sostenuto che dopo i recenti avvenimenti nei paesi arabi, si sarebbero dovuto mantenere la stabilità e la sicurezza del paese.

## Vita personale
Mut'ib bin Abd Allah è sposato con Jawahir bint Abd Allah bin Abdul Rahman Al Abdul Rahman. Hanno sei figli, tre maschi e tre femmine: Seba, Nouf, Abd Allah, Zeina, Saad e Khalid.
Suo figlio Abd Allah ha partecipato a diversi eventi di salto ad ostacoli a cavallo e ha vinto una medaglia di bronzo ai Giochi della XXX Olimpiade di Londra del 2012.